# Sueno’s Stone

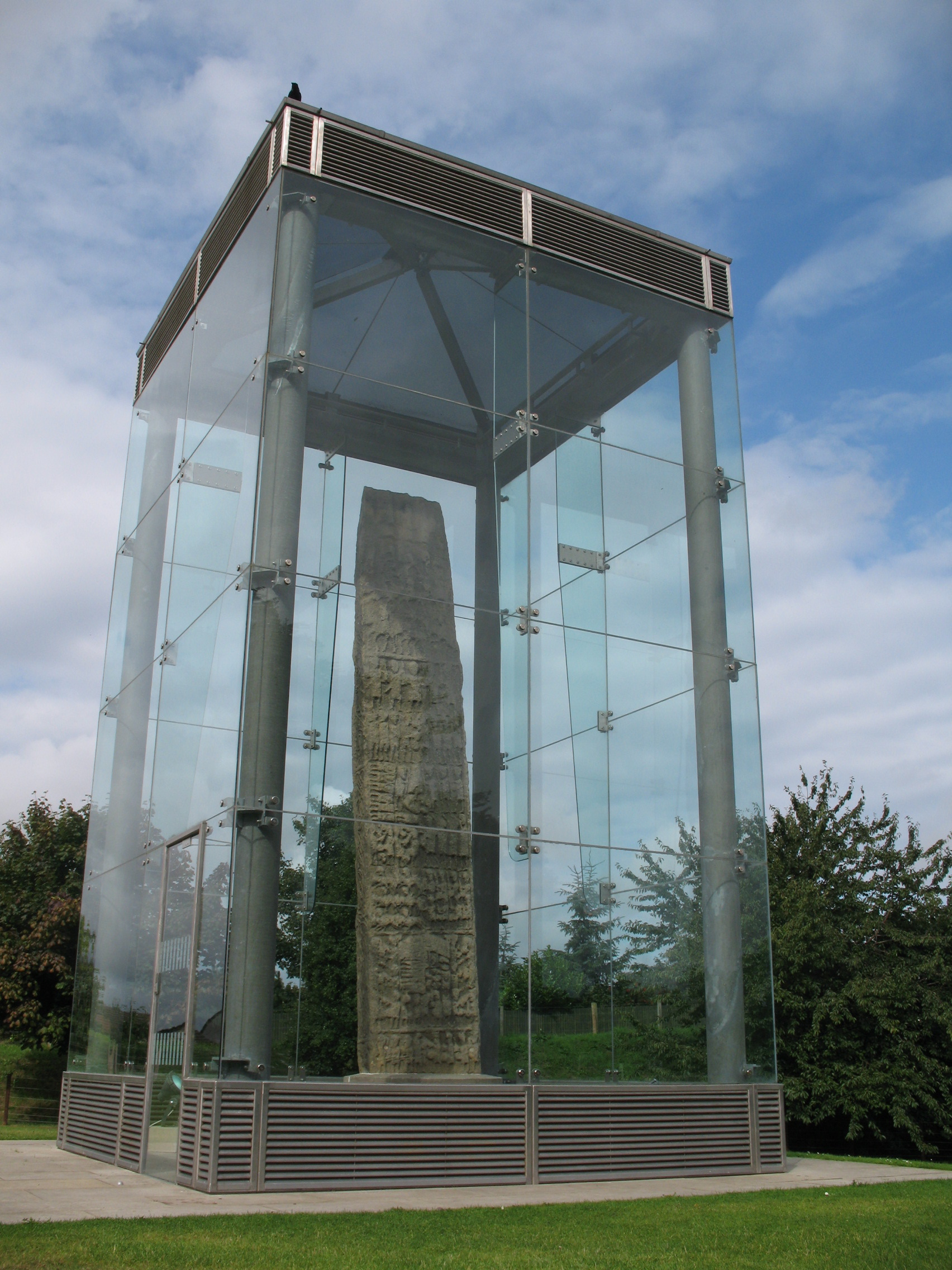
Suenostein in Forres

Der Suenostein (englisch Sueno’s Stone) ist eine 7 m hohe und ca. 1,35 m breite flache Steinstele (Kreuzstein) aus Rotsandstein und entstammt der Ära der Pikten. Der Stein steht an einer Straßenkreuzung im Nordosten der schottischen Stadt Forres, seit den 1990er Jahren zum Schutz gegen jede Art von Vandalismus und Erosion in einem Panzerglasgehäuse.

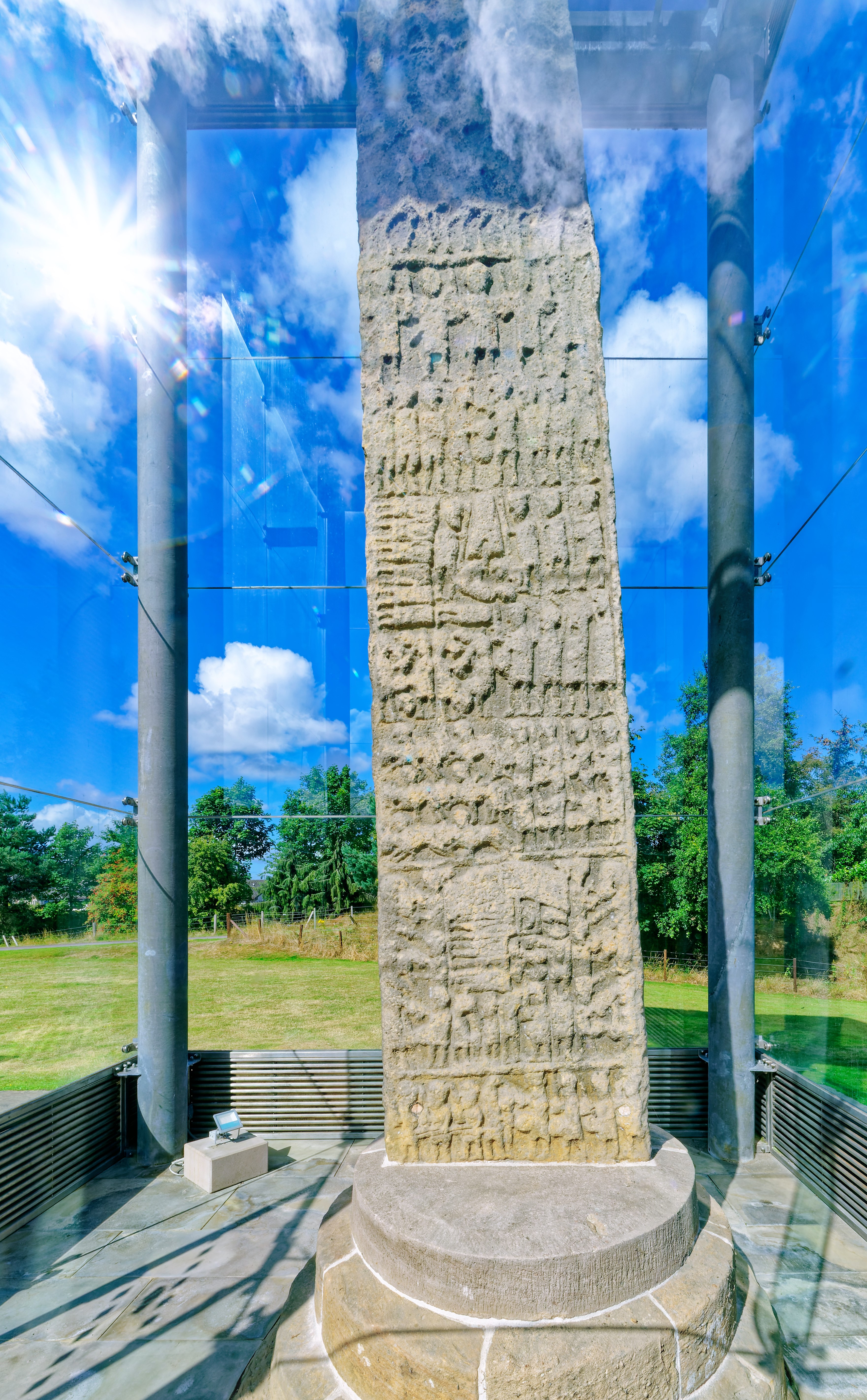
Nahaufnahme

Der Schotte Alexander Gordon beschrieb den Stein 1726 in seinem Werk Itinerarium Septentrionale (lat. Nördliche Reiseroute oder -beschreibung) und fügte an, dass Lady Anne Countess of Murray den Stein, da er umzufallen drohte, auf eigene Kosten gerade richten und mit einem stabilen Fundament habe stützen lassen. Die Gravuren auf der östlichen Steinfläche stellen Kampf- und Kriegsszenen dar, auf der Westseite befindet sich ein keltisches Kreuz eingearbeitet. Die Schmalseiten sind mit Ornamenten verziert. Im Laufe seiner Existenz muss der Stein, gemessen am Zustand der Oberfläche, lange Zeit im Boden gelegen haben. Der Name „Sueno“ (Sven(d), Svein) soll auf den Dänenkönig Sven I. Gabelbart (dän. Svend I Tveskæg, nor. Svein I Tveskjegg oder Tjugeskjegg) hinweisen, ist aber nicht im Kontext mit diesem entstanden.
Nach heutiger Erkenntnis stellen die Krieg- oder Kampfszenen auf dem Stein, die Anlass zu vielen Spekulationen gegeben haben, einen bisher unbekannten Sieg der Pikten über einen anderen Stamm aus Ostschottland dar. Ältere Theorien sahen in den Steingravuren einen Sieg des Máel Coluim mac Cináeda (Malcolms II., König von Schottland von 1005 bis 1034) gegen einfallende Dänen oder Normannen oder die Niederlage und den Tod von Dub mac Maíl Coluim 966/967.
Nur einige Kilometer von dem Suenostein entfernt steht die ähnliche Cross-Slab von Altyre House.